# Forhistorien på det tibetanske plateau
Forhistorien på det tibetanske plateau begynder ifølge den gængse forståelse af begrebet forhistorie med den første menneskelige bosættelse og varer indtil det tidspunkt, hvor de skriftlige kilder om området begynder at blive tilgængelige, globalt er dette perioden på 25.000 f.Kr. indtil midten af det syvende århundrede efter Kristus.

## Betingelser på plateauet
Ca. 50.000 f.Kr. var der et gletsjerpræget marskland på plateauet. Temperaturerne var koldere end nu. Overfladevand og vegetation var knap og meget af plateauet var bart. Bjergene på plateauet var dækket af is, men i relativt store områder omkring disse bjerge var periglaciale forhold gældende.
Mellem 50.000 f.Kr. og 25.00 f.Kr. begyndte de klimatiske forhold at forbedres en smule. Gletsjere trak sig tilbage, nedbøren forøgedes, og som følge heraf steg vandstanden i bjergsøerne. Ligeledes steg temperaturen. Som et resultat heraf blev ørkenen afløst af steppe. Følgen af disse forandringer var, at der også skete en markant stigning i antallet af hovdyr på plateauet. Fra 25.000 f.Kr. indtraf imidlertid en ny afkøling og vækst af gletsjerne.
Indtil slutningen af det tyvende århundrede var nogle forfattere af den opfattelse, at hele plateauet skulle have været dækket af en iskappe under det sidste glaciale maksimum (22.000-18.000 f.Kr.). Forskningen i det 21. århundrede har imidlertid vist, at dette ikke var tilfældet, og at stigningen i gletsjere var et regionalt fænomen på dele af plateauet. Men klimaet blev koldere. Steppeområderne forsvandt, og plateauet havde et tørre klima og en kold ørken. Klimamodellerne viser en gennemsnitlig årlig temperatur i perioden fra 12 til 2 °C lavere end nutiden. Det sidste glaciale maximum var også begyndelsen på en udtørringsproces på plateauet. Dette er den mere generelle tendens. Men der er igen både regionale variationer og tendenser i hovedtendensen.
På den nordlige del af plateauet indledtes mellem 15.000 og 13.000 f.Kr. dannelsen af klitter. Den østlige del var mellem 13.000 og 10.000 f.Kr. fugtigere og varmere. Som følge heraf indvardrede nåletræer i dalen. I den sydvestlige del af plateauet var der løvskove. Imidlertid vendte tørre betingelser tilbage, en udvikling som intensiveres til mellem 4.000-3.000 f.Kr. Denne tendens blev imidlertid afbrudt af fugtige perioder mellem 9.000 - 8.200 f.Kr. og 7.000-6.200 f.Kr. I disse perioder var nåletræernes udbredelse også indskrænket til mere beskyttede miljøer.
Det er klart, at fra 6.000 f.Kr. indtraf en nedgang i omfanget af skovene på plateauet. Der er forfattere, som tilskriver dette til menneskelig aktivitet. Igen kan en ændring i klimaet imidlertid ikke udelukkes, da fra 3.000 f.Kr. skal være sked en nedgang i nedbøren, ligesom temperaturerne igen blev koldere.

## Menneske tilstedeværelse på plateauet i Palælitikum
Ved kanten af plateauet blev der fundet fossile rester, både af arkaiske Homo sapiens og af moderne mennesker i Yunnan og Shaanxi. På plateauet er sådanne fund ikke hidtil blevet gjort. I det 20. århundrede var der vforfattere, der satte starten på menneskelig tilstedeværelse på plateauet til 50.000 f.Kr. Moderne vestlige forfattere antager imidlertid ankomsten af de første folk på plateauet til perioden mellem 25.000-30.000 f.Kr.
Siden 1975 har der været et par snesevis af steder tilskrives de sene paladser. Men radiometrisk dateringer er kun tilgængelige i nogle få tilfælde og kun få steder foreligger der dateringer, der modsvarer de standarder, som vestlige arkæologer kræver for at anse dateringerne som pålidelige. I Tsaidam-bassinet er stenknive, instrumenter til behandling af huder og jagtvåben. Den mest pålidelige dating er mellem 22.000 og 18.000 f.Kr. I 1995 blev der omkring 85 kilometer nordvest for Lhasa fundet et sted med 19 fodspor og hænder i et lag travertin. Baseret på optisk stimuleret luminescens blev der fundet en dato mellem 21.700-20.600 f.Kr.

## Migration i tilknytning til plateauet
Det begrænset antal steder med en pålidelig dating gør det svært at bestemme migrationsstrømmene til plateauet. Der er forfattere, der på grundlag af forskning med mitokondrie-DNA har opstillet teorier om de oprindelige indbyggere på det sibiriske plateau eller i det mindste deres nordasiatiske oprindelse. Selv om den undersøgte befolkning er lille, er de fleste vestlige forfattere tilbøjelige til at tage resultaterne alvorligt.
Brantingham, en amerikansk antropolog, har udviklet en anden model baseret på arkæologiske fund i Nordasien. Denne model tager hensyn til eksistensens fysiologiske udfordringer ved høje højder. Mennesket som art er ikke tilpasset til livet ved høje højder på mere end 5.000 meter over havet. For at forblive permanent i en sådan højde er tilpasninger i adfærd samt i kulturelle og fysiologiske vilkår nødvendige.
Baseret på disse typer koncepter formulerer Brantingham og andre migration i tre trin til plateauet. Det første skridt bringer en befolkning fra Nordasien til lavlandet i det nordvestlige Kina mellem 29.000 og 25.000 f.Kr. Det andet trin bringer efterkommere af denne befolkning til området Kokonor og øst for Qinghai i en højde på ca. 3.500 meter. Det kan have været omkring 25.000 f.Kr., men i det mindste før den koldeste periode i sidste istid. Under disse to trin skal fysiologisk tilpasning til højhøjdeforholdene være påbegyndt. Mellem 23.000 -22.000 f.Kr. så skal det tredje trin ske til det endnu højere centrale plateau.
Der er indtil videre næsten ingen arkæologiske opdagelser på plateauet mellem 11.000 og 6.000 f.Kr. I mangel af forskningsmateriale kan der kun laves antagelser om mulige kulturelle ændringer og tilpasninger i perioden efter sidste glaciale maksimum. Tilstedeværelsen af folk på plateauet efter denne periode må have været meget lille. Ny bosættelse af mennesker på plateauet ville være sket mellem 12.000 og 10.000 f.Kr. og formodes at være fundet sted i en række floddale.
Der er en række præ-keramiske steder, der dateres til postglacial og præ-neolitisk periode. De fleste af disse steder indeholder mikroletter. Men her mangler også systematisk forskning i mikroteknologi teknologi. Således kan der næppe drages nogen konklusioner baseret på dette materiale hvad angår kulturelle ændringer eller tilpasninger.

## Den neolitiske periode
Den neolithiske periode i Kina kan karakteriseres ved af fremkomsten af faste bopladser, lertøj, jorddyrkningsredskaber, dyrehold og akvakultur. Dette gælder også situationen på det tibetanske plateau. Der er dog også betydelige forskelle, og perioden på plateauet varede betydeligt længere end i Kina.
En række steder er blevet undersøgt intensivt. Den første undersøgte bosætning på plateauet er Karuo nær byen Chamdo. Mere end 7000 genstande er blevet fundet. Keramiske former som skåle og kar har dekorative, ofte geometriske motiver. Den største del er dog kun delvis brændte. Derudover er der fundet tusindvis af mikroliter og benværktøjer som nåle, kamme, spindetene samt smykker som bøjler og armbånd. Stedet skal have været beboet i tiden mellem 4.000 og 2.000 år f.Kr. Indbyggerne skal have været afhængige af både afgrædedyrkning og indsamling af mad. Sandsynligvis blev svin allerede holdt som tamdyr.
En anden vigtig fundlokalitet på plateauet er Qugong, ca. 10 km nord for den nuværende Lhasa. Menneskelig besættelse er her fra en væsentlig senere periode end i Karuo. Stedet skal være beboet fra omkring 1750 f.Kr. og være forladt omkring 1100 f.Kr. Der er allerede en betydelig overlapning med Kinas bronzekulturer, såsom Qijia kultur, Siwa culour og Xindian kultur i området for den nuværende Gansu provins.
Den fundne keramik udviser lignende stilegenskaber som hos Karuo, men er allerede af meget bedre kvalitet. Også her findes mikrolit- og benværktøjer. Der er kun fundet én bronzegenstand, et spydspids. I perioden indtil omkring 1100 f.Kr. samt et stort antal grave datoer senere i området. De fleste grave stammer fra bronzeperioden. I en af disse grave blev der fundet et bronzespejl, der var fjernet fra dets centralasiatisk oprindelse og dateret mellem 800 og 500 f.Kr.
De fleste forskere, der arbejdede med Qugong-materialet, antager, at denne kultur stammer fra Karuo og kan betragtes som en indfødt tibetansk udvikling. Det kan udledes af graverne, at der næppe var nogen form for social stratificering.
Mere generelt kan fra fund af grave på plateauet udledes det op til omkring 1.800 f.Kr. Ingen væsentlig social stratificering havde fundet sted. Dette står i skarp kontrast til udviklingen i lavere beliggende områder ved kanten af plateauet.
Qugong skal have handelsforbindelser med kulturer i Sichuan og muligvis Centralasien, og teknologisk viden som metalbearbejdning i bronze skal have været introduceret på platformen i den periode.

## Tibetanernes oprindelse
Det mest kontroversielle spørgsmål om den neolithiske periode, især på det centrale plateau, er debatten om oprindelsen af hvad der nu er tibetanerne. En række modeller er baseret på en kombination af genetiske data, arkæologiske fund og sproglig forskning. De fleste af disse modeller er baseret på en befolkning af tibetansk-burmesiske talende folk, deromkring 11.000 f.Kr. har været til stede i det nuværende Sichuan. Denne befolkning må have været kilden til de tidlige neolitiske grupper, der flyttede mod plateauet. Modellerne adskiller sig fra antagelsen af de ruter, som disse grupper tog. Der er enighed om, at retningen generelt skal være fra øst til vest. Modellerne antager også generelt, at en landbrugsbefolkning bragte en neolitisk teknik med sig fra lavtliggende områder til plateauet, hvor i løbet af denne periode næsten kun folk med nomadeliv kunne overleve.
Det er også den største kritik af disse modeller. De nægter effekten af overgang til højere områder med mindre ilt og de fysiologiske konsekvenser deraf. Kritikken er også, at det forekommer umuligt, at den inkluderede neolitiske teknik burde have undergået fundamentale ændringer. Derudover er der kritik af disse modeller, fordi et af tre aspekter (genetiske data, arkæologiske fund og sproglig forskning) systematisk vil blive overeksponeret.
I det første årti af det 21. århundrede er der også udviklet modeller, som er baseret på en kombination af demografisk diffusion og akkulturering. Disse modeller bruger også Sichuan som den mest sandsynlige kilde til en neolitisk kultur. I denne opfattelse kan Karuo resultere i endemisk fordeling fra Sichuan. En yderligere spredning af den neolitiske kultur til de højeste dele af plateauet kunne være en del af en afgrænsning som følge af akkulturering.
En mekanisme for akkulturering ville så være den bedste forklaring på forekomsten af centralasiatiske og sibiriske genetiske træk i tibetanske befolkninger på de højeste dele af plateauet. Denne model kræver antagelse af tilstedeværelsen af en mesolithisk befolkning på plateauet på 11.000 f.Kr. hvem tog den neolitiske pakke eller blandede den med de nye bosættere.
I særdeleshed har gamle kinesiske historikere givet udtryk for den opfattelse, at tibeternes oprindelse bør søges ved Qiang. Det er nu et af de mindste anerkendte mindretal i Kina. I tekster på oracle bottoms omkring 1400 f.Kr. nævnes en gruppe kaldet Qiang, som burde være bosiddende på den østlige del af plateauet i den periode. I disse tekster er også husets tæthed tilskrevet dem. Det kan dog være meget godt, at navnet Qiang i den periode vedrørte en eller flere af de mange etniske grupper, der bor på den østlige kant af plateauet. Ordet Qiang er også et generisk Han-udtryk og kan fortolkes som det andet. Det er et udtryk, der anvendes til at betegne ikke-landbrugsmæssige, men især nomadiske grupper.
Det er klart, at der i kinesisk historie ikke var nogen klar ide om befolkningen i den centrale del af plateauet. Den første omtale, der virkelig omhandler tibetanerne fra det centrale plateau, stammer fra det sene Sui-dynasti (581-618) som en delegation af den tibetanske kong Namri Songtsen (døde 619) til den kinesiske domstol i 608.
Dagens tibetologer er enige om, at den nuværende moderne befolkning på plateauet ikke er blevet tibetansk som følge af fælles genetisk oprindelse, men som følge af to årtusinder af kulturhistorie. I den historiske periode fandt tibetaniseringsprocesserne sted også indtil det attende århundrede.

## Zhangzhung
Zhangzhung var en præ-buddhistisk civilisation og området vest og nordvest for plateauet. Begyndelsen på denne kultur ligger omkring 550 f.Kr.
Siden slutningen af det 20. århundrede har der været en voksende videnskabelig interesse i områdets historie. Dette har ført til intensiv arkæologisk forskning i området. Det er især John Vincent Belleza, der har lavet meget forskning siden 1998. Han har studeret omkring 700 steder samt 50 steder med rock tegninger og petroglyffer. Resultaterne viser mere lighed med kulturer fra Nordasien end med dem fra f.eks. Indien eller Østasien. De fleste af resultaterne kommer fra en periode efter 1000 f.Kr., men før ankomsten af buddhismen på plateauet i slutningen af syvende århundrede. Belleza kombinerer disse fund med kendte eksisterende religiøse tekster af bønner, myter, mundtlige traditioner og på den måde skitserer en arkaisk kulturhorisont Zhangzhung.